# 벌레근 (발)
벌레근(lumbricals) 또는 충양근(蟲樣筋)은 긴발가락굽힘근의 힘줄에 붙어 있는 네 개의 작은 골격근이다. 번호는 안쪽에서 가쪽의 순서로 매긴다.
이름의 'lumbrical'은 라틴어로 벌레를 뜻한다.

## 구조
벌레근은 긴발가락굽힘근의 힘줄들에서 기시한다. 벌레근들이 이는곳은 긴발가락굽힘근 힘줄이 갈라지는 지점부터이다. 첫째 벌레근은 반깃근(unipennate)이지만 나머지 세 개의 벌레근은 깃근육(bipennate)이다.
벌레근은 힘줄이 되면서 끝나는데, 네 개의 벌레근 힘줄은 각각 둘째, 셋째, 넷째, 다섯째 발가락을 안쪽에서 주행하여 몸쪽발가락뼈 발등면의 긴발가락폄근 힘줄이 확장된 부분에 닿는다. 이렇게 모든 벌레근이 발가락뼈 부분에서 긴발가락폄근과 연결되기 때문에 몸쪽과 먼쪽발가락사이관절을 모두 펴는 작용을 하게 된다. 반면 모든 벌레근 힘줄은 발허리발가락관절보다 아래쪽을 지나가기 때문에 발허리발가락관절을 굽히는 작용을 한다.

### 신경 분포
가장 안쪽의 벌레근은 안쪽발바닥신경의, 나머지 세 개의 벌레근은 가쪽발바닥신경의 지배를 받는다.

### 변이
하나 이상의 벌레근이 결여되어 있는 경우가 있다. 셋째나 넷째, 혹은 다섯째 벌레근이 두 개 존재하는 경우도 나타난다. 그 외에 부분적으로, 또는 모든 벌레근이 엄지발가락 쪽에 닿기도 한다.

## 추가 이미지

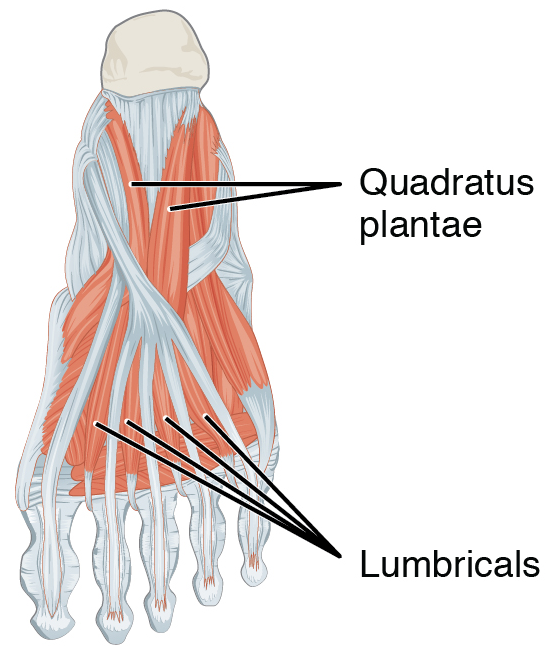
발의 자체기원근육들

## 참고 문헌
이 문서는 현재 퍼블릭 도메인에 속하는 그레이 해부학 제20판(1918) page 493의 내용을 기초로 작성된 글이 포함되어 있습니다.
1. 1 2 3 4  Bozer, Cüneyt; Uzmansel, Deniz; Dönmez, Didem; Parlak, Muhammed; Beger, Orhan; Elvan, Özlem (2018년 12월 1일). “The effects of the communicating branch between medial and lateral plantar nerves on the innervations of the foot lumbrical muscles”. 《Journal of the Anatomical Society of India》 (영어) 67 (2): 130–132. doi:10.1016/j.jasi.2018.11.006. ISSN 0003-2778. S2CID 81678124.